# Buire-le-Sec
Buire-le-Sec é uma comuna francesa na região administrativa de Altos da França, no departamento de Pas-de-Calais. Estende-se por uma área de 13,4 km².